# Aimé Gabriel Adolphe Bourgoin
Aimé Gabriel Adolphe Bourgoin (Parigi, 11 marzo 1824 – Cambes (Gironda), 14 luglio 1874) è stato un pittore francese.

## Biografia
Nato a Parigi nel 1824 secondo il Bénézit (Dizionario degli artisti), che gli dedica un piccolo paragrafo, era figlio di Pierre Joseph Bourgoin, redditiere, e di Marie Anne Adèle Grozier. 
Dal 27 settembre 1843 frequentò l'École nationale supérieure des beaux-arts di Parigi. Fu allievo di Léon Cogniet, François Bouchot  e Paul Delaroche. Debuttò come artista francese al Salon del 1845. La vita e l'attività di Bourgoin si collocano tra la fine del Neoclassicismo e gli albori dell'Impressionismo.  

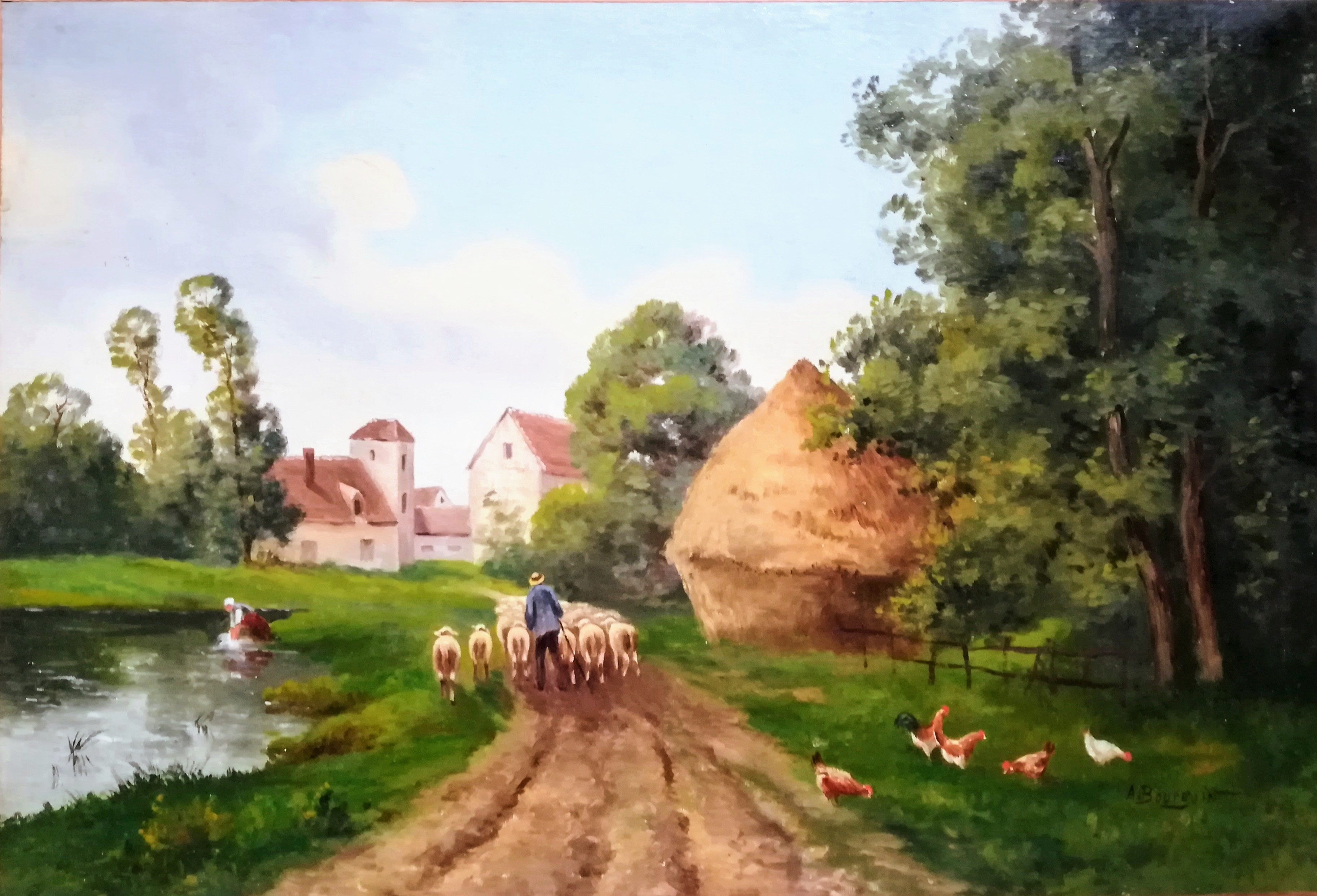
"Pastore ed il suo gregge nei pressi di un villaggio". Olio su tela di Aimé Gabriel Adolphe Bourgoin. Collezione privata.

Il suo atelier si trovava nel quartiere di Montmartre. Durante la sua carriera produsse principalmente scene di genere e scene pastorali largamente influenzate dai pittori della Scuola di Barbizon, ma vi sono pure alcuni suoi dipinti che rappresentano scene mitologiche, soggetti religiosi e qualche ritratto.
Una delle sue opere, intitolata "La Danse" (La Danza) fa parte della collezione del prestigioso Rijksmuseum di Amsterdam. Si possono citare inoltre altre sue opere dal titolo: Gesù che cade sotto il peso della croce, Primi rimpianti di una giovane ragazza, Il messaggio, La sposa.
Sposò Marie Céline Octavie Guéraud a Parigi, il pittore Charles Donzel fu uno dei testimoni delle nozze celebrate nel maggio 1874.
Morì due mesi dopo il suo matrimonio, il 14 luglio 1874 a Cambes in Gironda dove risiedeva.